# Monica Potter
Monica Gregg Potter (leánykori nevén Brokaw) (Cleveland, 1971. június 30. –) amerikai színésznő.

## Élete és pályafutása
Fontosabb szerepei voltak a Con Air – A fegyencjárat (1997), a Patch Adams (1998) és A pók hálójában (2001) című filmekben. Feltűnt a Fűrész (2004) és Az utolsó ház balra (2009) című horrorfilmekben is.
2004 és 2005 között a Boston Legal – Jogi játszmák című televíziós drámasorozat állandó szereplője volt. 2010-től 2015-ig a Vásott szülők című szituációs komédiában játszotta Kristina Bravermant. Alakítását legjobb női mellékszereplő (sorozat, minisorozat vagy tévéfilm) kategóriában Golden Globe-jelöléssel méltatták.

## Filmográfia

### Film
| Év   | Magyar cím               | Eredeti cím                             | Szerep           | Magyar hang        |
| ---- | ------------------------ | --------------------------------------- | ---------------- | ------------------ |
| 1996 | Golyóálló                | Bulletproof                             | motoros nője     |                    |
| 1996 | Szerelem vagy Vegas      | Heaven or Vegas                         | Lilli            |                    |
| 1997 | Con Air – A fegyencjárat | Con Air                                 | Tricia Poe       | Gubás Gabi         |
| 1998 | Az otthon hidege         | A Cool, Dry Place                       | Kate Durrell     |                    |
| 1998 | Három férfi és egy nő    | Martha, Meet Frank, Daniel and Laurence | Martha           |                    |
| 1998 | Korlátok nélkül          | Without Limits                          | Mary Marckx      | Somlai Edina       |
| 1998 | Patch Adams              | Patch Adams                             | Carin Fisher     | Balogh Erika       |
| 2001 | Nyakiglove               | Head over Heels                         | Amanda Pierce    | Kisfalvi Krisztina |
| 2001 | A pók hálójában          | Along Came a Spider                     | Jezzie Flannigan | Kisfalvi Krisztina |
| 2002 | Lucy, a csajom           | I'm with Lucy                           | Lucy             | Hámori Eszter      |
| 2004 | Fűrész                   | Saw                                     | Alison Gordon    | Solecki Janka      |
| 2008 | Alulképző                | Lower Learning                          | Laura Buchwald   | Mezei Kitty        |
| 2009 | Az utolsó ház balra      | The Last House on the Left              | Emma Collingwood | Mezei Kitty        |

### Televízió
| Év        | Magyar cím                   | Eredeti cím                | Szerep                        | Megjegyzések                                                      |
| --------- | ---------------------------- | -------------------------- | ----------------------------- | ----------------------------------------------------------------- |
| 1994      | Nyughatatlan fiatalok        | The Young and the Restless | Sharon Newman                 | televíziós sorozat                                                |
| 2003      |                              | The Lunchbox Chronicles    | Kate                          | próbaepizód                                                       |
| 2004      | Ártatlan bűnös               | Reversible Errors          | Muriel Wynn                   | - tévéfilm - magyar hangja: - Götz Anna - Mezei Kitty             |
| 2004–2005 | Boston Legal – Jogi játszmák | Boston Legal               | Lori Colson                   | állandó szereplő (21 epizód)                                      |
| 2007      |                              | Protect and Serve          | Lizzie Borelli                | próbaepizód                                                       |
| 2009      | Reklám-barátok               | Trust Me                   | Sarah Krajicek-Hunter         | állandó szereplő (13 epizód)                                      |
| 2010–2015 | Vásott szülők                | Parenthood                 | Kristina Braverman            | - állandó szereplő (103 epizód) - magyar hangja: - Németh Kriszta |
| 2016      |                              | Welcome Back Potter        | önmaga                        | 6 epizód                                                          |
| 2017      |                              | The Profit                 | önmaga                        | 1 epizód                                                          |
| 2017–2018 |                              | Wisdom of the Crowd        | Alex                          | állandó szereplő (13 epizód)                                      |
| 2020–2021 | Góliát                       | Goliath                    | Christina Lukin (Patty anyja) | 3 epizód                                                          |

## Fordítás
- Ez a szócikk részben vagy egészben  a   Monica Potter című angol Wikipédia-szócikk fordításán alapul.  Az eredeti cikk szerkesztőit annak laptörténete sorolja fel. Ez a jelzés csupán a megfogalmazás eredetét és a szerzői jogokat jelzi, nem szolgál a cikkben szereplő információk forrásmegjelöléseként.